# Pasticceria

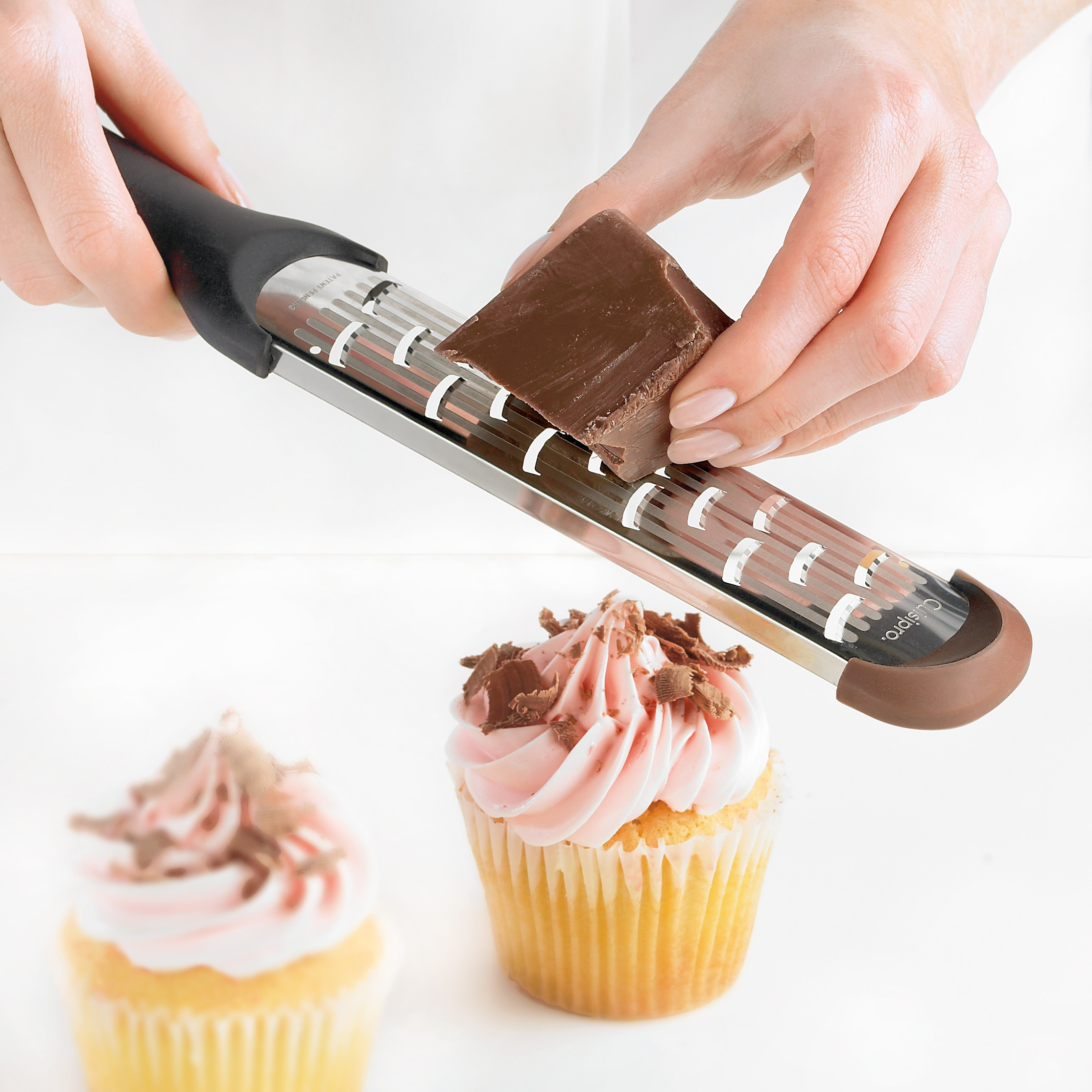
Cupcake decorati con scaglie di cioccolato

La pasticceria è la parte dell'arte culinaria dedicata alla preparazione di alimenti dolci (pasticcini, torte dolci, biscotti, praline, cioccolatini, canditi e simili). Suddivisa in due grandi settori (pasticceria dolce, che include la gelateria e la confetteria, e pasticceria salata, che aggiunge tutto il settore della panificazione e della produzione di torte salate e tartine), è un'arte che appartiene specificamente alla tradizione culinaria europea e alle tradizioni derivanti, come quella statunitense e creola.

## Nascita del concetto di portata dolce

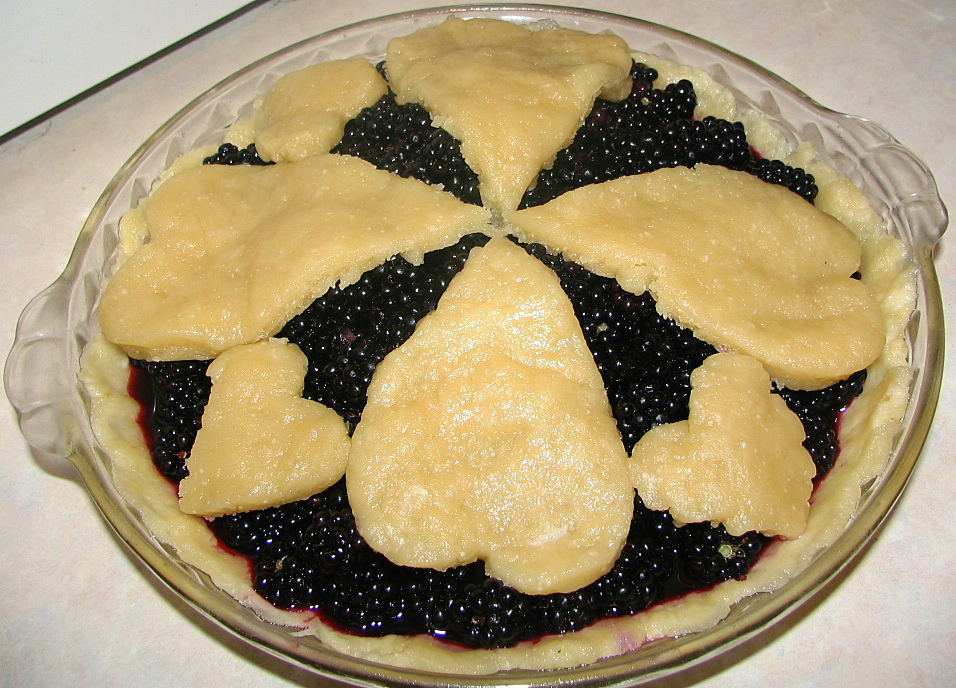
Torta di more

Questa arte ha visto una notevole espansione negli ultimi quattro secoli e in concomitanza con una maggiore reperibilità di alcuni ingredienti sul mercato, primo fra tutti lo zucchero. L'elemento dolce, infatti, rimase per secoli derivato dalla frutta, dal mosto e soprattutto dal miele, che veniva aggiunto come ingrediente di complemento a molti altri. Il miele viene affiancato intorno all'anno 900 d.C. dallo zucchero di canna, importato come spezia dai territori arabi. Solo a partire dal 1500 lo zucchero viene importato dalle Americhe divenendo un ingrediente più comune. Lo zucchero di barbabietola renderà l'Europa autonoma nella preparazione di dolci rispetto alle importazioni. Questo taglierà nettamente i costi e darà un impulso considerevole alla produzione dolciaria, che conobbe una vera e propria esplosione definendo la propria autonomia rispetto alla gastronomia globalmente intesa.

## Fonti storiche

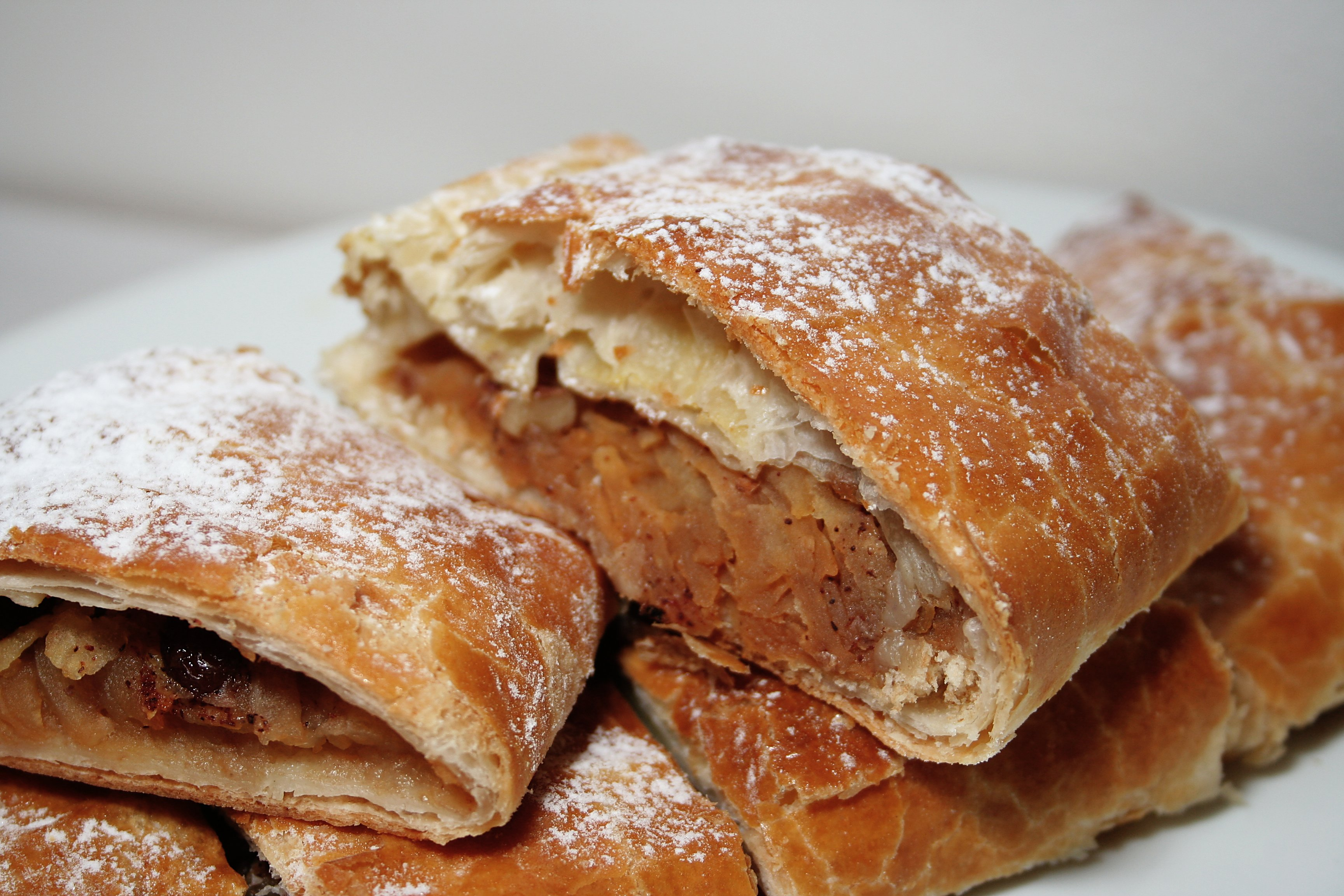
Strudel di mele

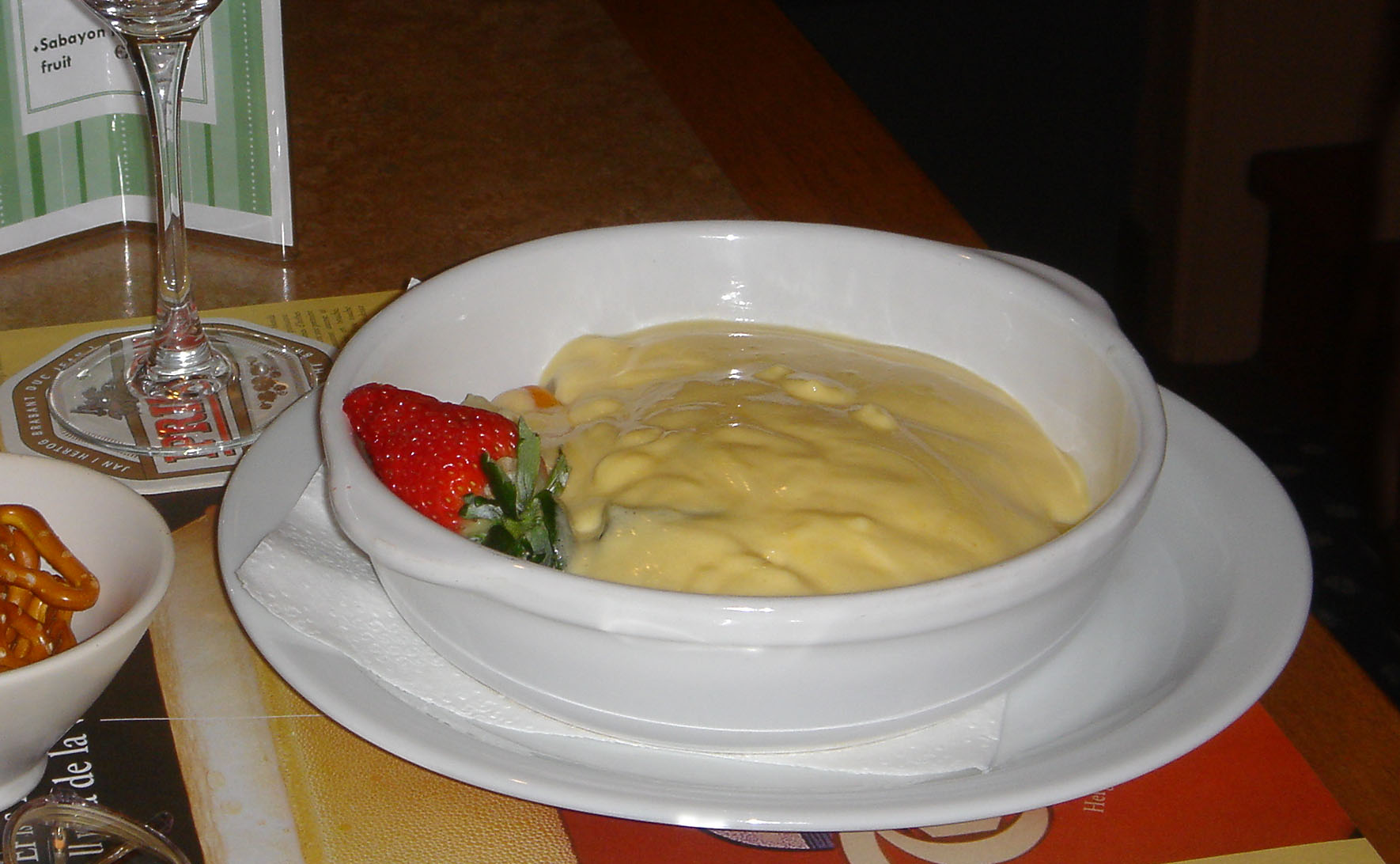
Zabaione

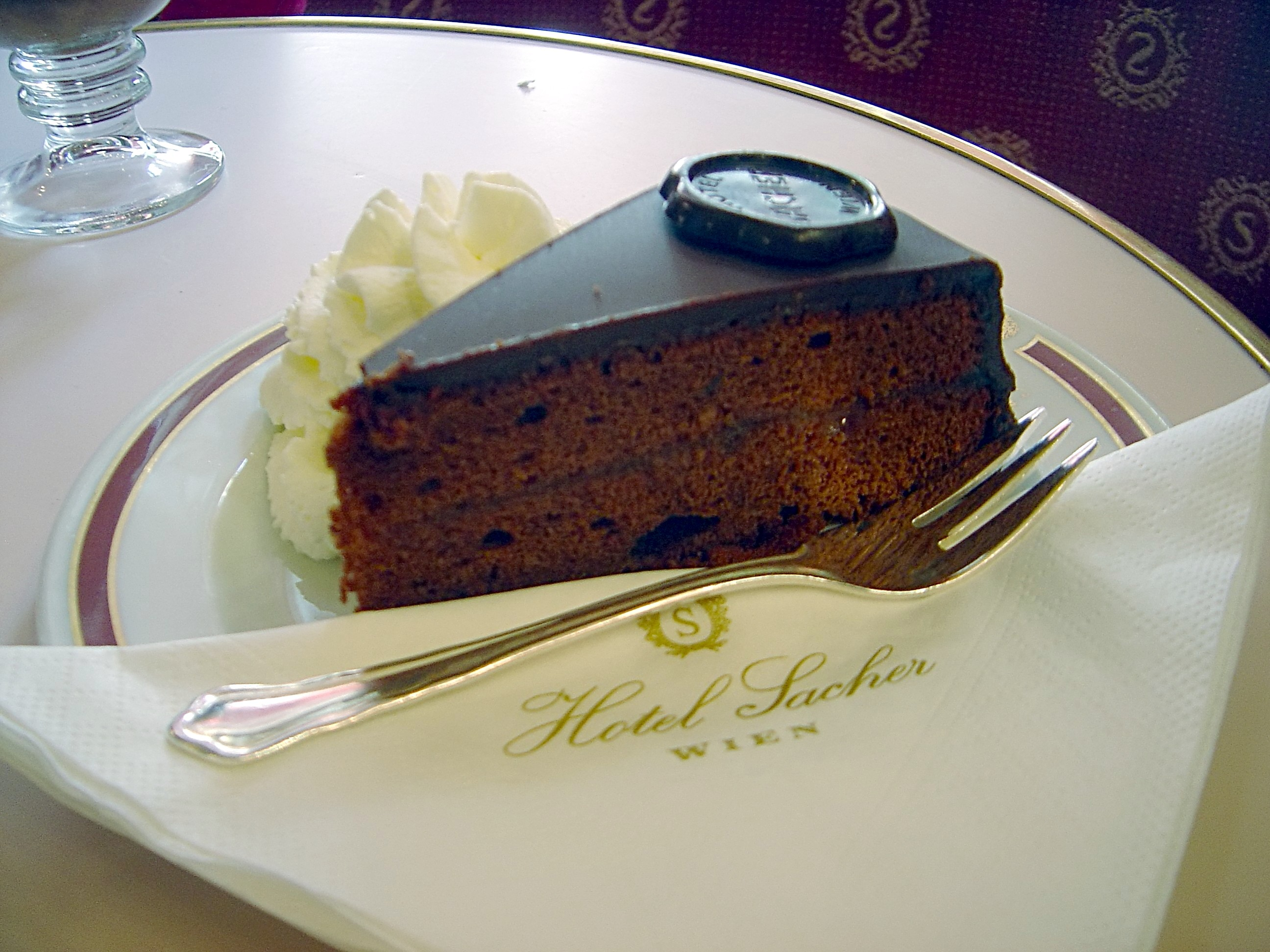
Una fetta di torta Sacher

Trattare l'argomento cucina (e con esso la pasticceria) da un punto di vista storico presenta notevoli problemi determinati dalle fonti. Gli scritti che riguardano la cucina sono pochi e l'argomento fu considerato minore nelle epoche passate. Con l'avvento del Cristianesimo, inoltre, sulla buona tavola gravò la disapprovazione del peccato di gola e questo contribuì a limitare la produzione di testi in merito, spesso visti come l'oziosa perdita di tempo di ghiottoni sfaccendati. In particolare troviamo un vuoto dalla caduta di Roma sino all'anno 1000 e le poche indicazioni reperite trattano soprattutto dell'aspetto morale del cibo (digiuni e astensioni nei giorni di magro) o dell'aspetto dietistico: quali ingredienti assumere o meno per restare in salute e curarsi. Ricette, tuttavia, non sono riportate o ci sono pervenute. Solo attorno all'XI secolo, nei monasteri, si inizia a stilare ricettari veri e propri, il primo dei quali ci risulta essere quello della badessa Ildegarda di Bingen, figura di spicco dell'epoca e molto famosa per la sua cultura, la sua morale e i suoi manuali di medicina.
Ricostruire ricette tanto antiche nel dettaglio è, tuttavia, oggettivamente molto complesso sia per la mancanza di uniformità di termini e soprattutto per quella di unità di misura: zone diverse parlavano lingue diverse e misuravano in modi del tutto differenti, che talvolta convivevano persino nel medesimo territorio. Oltre a queste poche fonti sono giunti a noi rari testi nei quali la cucina fosse analizzata come strumento di salute e di cura, piuttosto che di piacere. Queste opere, di medici europei o arabi e talvolta di monaci contribuiscono a darci uno spaccato della dietistica nei secoli.
L'argomento comincia a venire trattato con una certa cura e metodo solo a partire dal 1200 e conoscerà un interesse particolare dal 1400-1500. Tuttavia si deve tenere presente che l'analfabetismo era la norma per la maggior parte della popolazione e persino tra i professionisti di alto livello cui molti cuochi e pasticceri appartenevano. Questo aspetto sarà destinato a perdurare anche in epoche più recenti, limitando ulteriormente i testi che trattano di cucina e pasticceria. In tal senso i testi in nostro possesso furono scritti da persone colte e benestanti quando non decisamente ricche, pertanto trattano in larga parte di cucina per ricchi. La tradizione culinaria delle popolazioni è sopravvissuta solo in via empirica passando, diciamo così, da cuoco o cuoca al suo successore.
Va, inoltre, ricordato che le cene e i banchetti solenni erano occasioni mondane, in cui andava ostentata la ricchezza e la potenza del signore: le portate erano nell'ordine delle decine e, poiché molte non venivano quasi toccate, la festa si allargava anche alla servitù che dimorava presso il Signore e che mangiava ciò che era avanzato. Per contro il cibo quotidiano era sobrio e molto moderato; scendendo di classe sociale dal sobrio passava rapidamente al misero. Da tutto questo consegue che i dolci erano effettivamente una portata di lusso, quasi sconosciuta tra la gente comune, se non nelle forme più rustiche. Oggi sono in corso diversi studi filologici sulla cucina delle diverse zone europee che cercano di rintracciare l'origine e sviluppo di alcune preparazioni, perché facenti parte della cultura, dello sviluppo e della storia delle popolazioni.

### Antichità

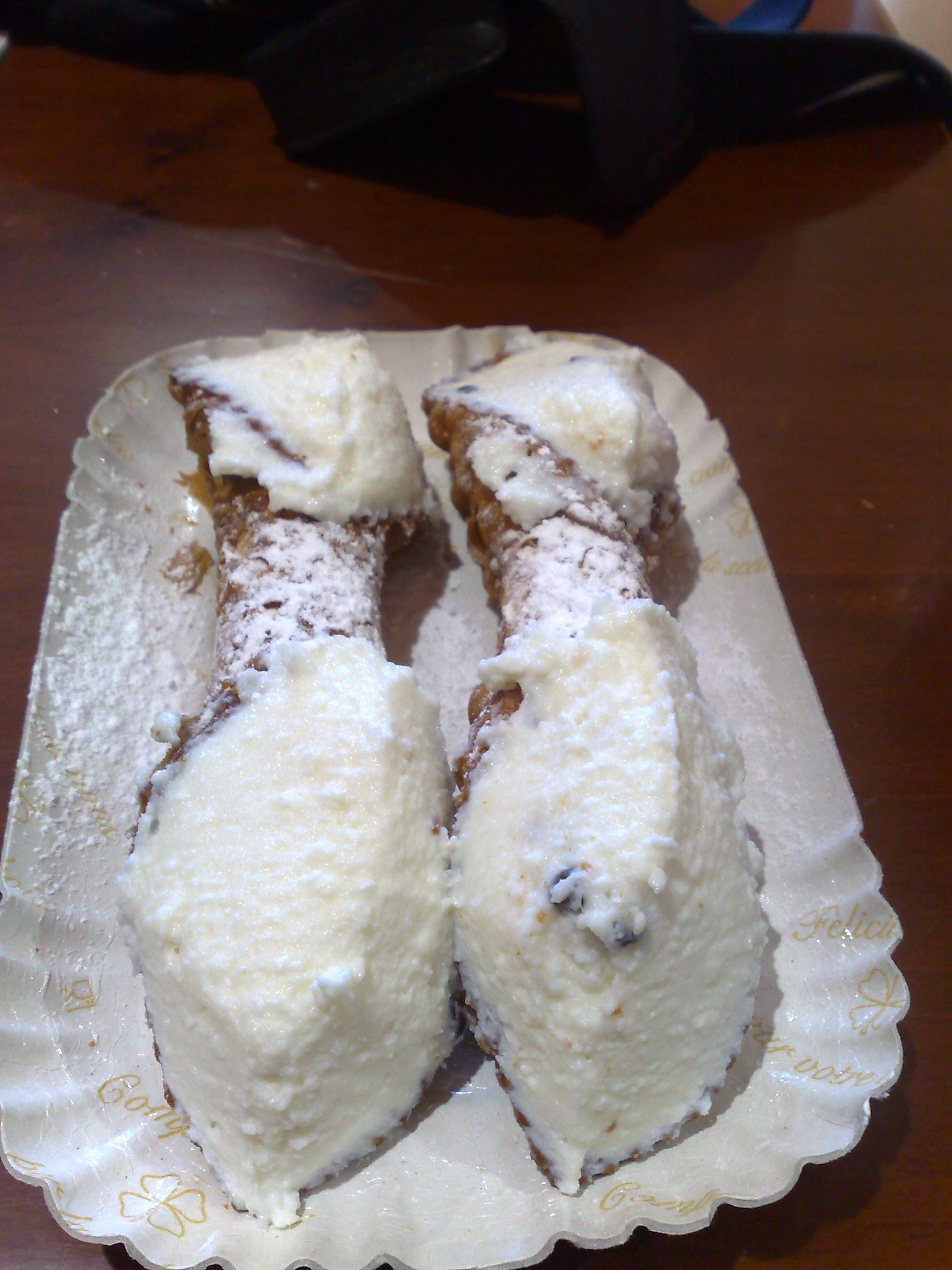
Cannoli siciliani

È improbabile che si possa parlare di dolci nel senso moderno del termine, e questo perché i dolcificanti come lo zucchero non avevano ancora fatto la loro comparsa. Tuttavia, venivano utilizzati in sua vece prodotti naturali come il miele e la frutta. Nelle epoche antiche le pietanze contenevano spesso una nota dolce, mischiata ad arte con il salato, l'affumicato e l'agro. In tal senso frutti molto comuni, come i fichi e le pere, venivano cotti, fermentati o ridotti in salsa per condire pietanze molto spesso in abbinamento con uova, formaggi, carne arrosto e persino pesce. Un tocco sontuoso veniva fornito dall'aggiunta di spezie come il pepe, i ceci, le ghiande e i comuni frutti di bosco.
Tuttavia possiamo rintracciare preparazioni più vicine al nostro gusto attuale. Cicerone cita, a proposito della Sicilia, di avervi mangiato un Tubus farinarius, dulcissimo, edulio ex lacte factus, e cioè un rotolo di pastella di farina, molto dolce, preparato con latte buono da mangiare, descrizione che fa pensare al diretto antenato del cannolo siciliano.
Lucullo presenta una ricetta di ova spongia ex lacte, un'omelette aromatizzata di pepe e spalmata di miele, non diversa dalle omelette dolci al miele, marmellata o panna del nord Europa, in uso tutt'oggi.
Tra la gente comune erano reperibili focacce con i fichi e obleidos, cialde simili ai nostri biscotti cotte al momento, frequentemente spalmate di miele. Inoltre si mangiavano quotidianamente i semi dolci come corniole, nocciole, noci, datteri; i semi venivano spesso canditi con miele caramellato in modo non diverso da quanto oggi si fa con lo zucchero per preparare il croccante.
La frutta (uva, prugne, bacche, mele, pere, melegrane) veniva cotta e usata come salsa, come è ancora in uso nei paesi anglosassoni per accompagnare la carne, o spalmata sulle focacce di farina, come oggi spalmiamo la marmellata.
I dolcetti casalinghi più frequenti sembrano essere stati i datteri ripieni di noci o mandorle, che tutt'oggi si regalano nel sud Italia e nel bacino del mediterraneo specie in occasione del Natale. Questi venivano rifiniti da una caramellatura di miele cotto. Altre ricette riportano preparati inequivocabilmente vicini alla crema pasticciera e a flan o budini, dove si mischiavano uova, latte, miele, noci e spezie, prima fra tutte il pepe. Il composto, talvolta con aggiunta di farina, veniva poi cotto sino a addensarsi.
Il dolce, inoltre compariva frequentemente nelle bevande. Una delle più comuni, infatti, era l'idromele. Composto da acqua e miele e variamente fermentato rimase in uso per secoli, tanto da essere bevuto ancora oggi in alcune zone. Presso Etruschi e Germani era in uso il vino di frutta. Ottenuto da una leggera fermentazione di frutti vari (bacche, pere, mele) fu, di fatto, il diretto antenato del sidro dolce, tutt'oggi comunemente prodotto e bevuto in paesi quali Germania, Francia, Belgio, Paesi Bassi, Inghilterra che lo esportano in molti paesi.

### Nascita del gelato

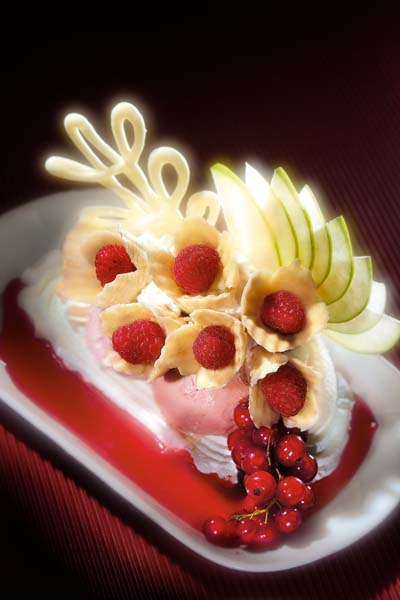
Coppa gelato con frutta scolpita

Un discorso a parte merita, invece, una preparazione che si ritiene usualmente recente ed è invece molto antica: il sorbetto, da cui deriverà il gelato odierno. L'uso di mescolare neve fresca o ghiaccio tritato e frutta o latte è noto da secoli, persino a popolazioni che non sempre avevano facilità a reperire le materie prime. L'Antico Testamento riporta che Isacco dicesse ad Abramo di ristorarsi dal sole violento mangiando un misto di latte di capra e neve.
Numerose testimonianze riportano come fosse diffuso nei banchetti di Cina, India e Giappone.
Diffuso massicciamente in Asia Minore, si ritrova in antichi documenti che riportano come lo stesso Alessandro Magno ne fosse molto goloso. In Egitto e Palestina era in uso sia tra i nobili, che servivano coppe di neve o ghiaccio tritato e succhi di frutta. In Palestina, tuttavia, veniva offerto in versione più rustica anche ai braccianti che lavoravano nei campi. Di lì giunse in Grecia e in Italia, dove divenne un piatto fondamentale dei banchetti romani, e del quotidiano della gente comune: veniva infatti venduto in bancarelle per le strade grazie alle nevi che si ricavavano dall'Etna e dal Terminillo.
Non sappiamo con certezza se davvero questo dolce sia, come sembra, scomparso durante i secoli delle invasioni, per la già citata mancanza di fonti. Sappiamo però con certezza che rimase in uso nei territori arabi, dove si cominciò a gelare non più solo acqua (per poi aggiungervi frutta in pezzi), ma direttamente frutta in purea o in succhi.
È altamente probabile che il sorbetto sia ritornato in Italia grazie ai contatti commerciali con quei paesi. Infatti il termine sorbetto deriva dal turco şerbat, a sua volta derivato dall'arabo. Alcuni studiosi ne indicano il significato in dolce neve, altri lo fanno derivare dal verbo sorbire.
Può destare curiosità il fatto che popoli tanto antichi potessero ovviare alla deperibilità di ingredienti come la neve fresca o il ghiaccio. Diversi documenti, tuttavia, riportano le tecniche utilizzate per l'approvvigionamento. La neve veniva raccolta nei mesi invernali e conservata, anche molto a lungo, in sotterranei, ben avvolta nella paglia. In mancanza di neve si provvedeva a tritare finissimamente acqua che si fosse fatta ghiacciare in sotterranei profondi o si usava vapore acqueo condensato in luoghi gelidi, che erano comunque già in uso per la conservazione dei cibi.

### Secoli XI-XIII

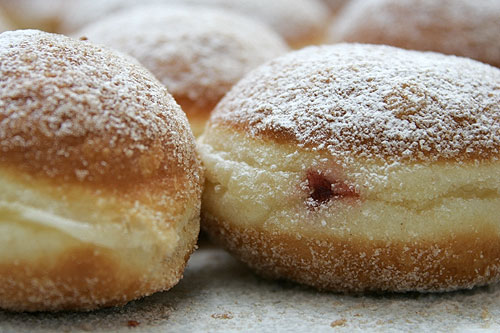
Krapfen

Dalle fonti in nostro possesso si delinea, a partire da questo periodo, un'abitudine che resterà invariata per diversi secoli: i banchetti, tutti di numerose portate, iniziavano con pietanze e bevande dolci, e proseguivano con il salato, al contrario di ciò che accade oggi. Si riteneva infatti che il dolce allargasse lo stomaco e l'animo dei commensali, ben disponendoli verso gli altri presenti e verso le altre portate. Tra il 1000 e il 1200 i piatti dolci sembrano essere stati pochissimi e estremamente rustici.
Nelle zone del nord Italia, della Francia e in parte dell'Inghilterra, ad esempio, si aprivano banchetti con Ippocrasso, vino dolce speziato accompagnato da frittelle di castagne e nespole cotte sotto le braci. I cibi, inoltre, assumevano una valenza simbolica religiosa e mitologica. Il pane e il vino, in particolare, commemoravano la passione di Cristo, ma la simbologia si estendeva anche alla frutta, che veniva cotta sotto le braci per ricordare la rinascita del sole dopo il lungo buio dell'inverno. Rimangono in certa misura ricette di derivazione romana, quali budini e creme, cialde accompagnate da frutta o miele, sformati di farina di castagna in tutto simili al nostro castagnaccio.
Il pane, a differenza che in epoca romana, era un alimento diffusissimo e con infinite varianti anche dolci. Veniva ingentilito con spezie, aromi vari, uva, miele, noci dolci. È l'epoca del Panpepato, del Buccellato, del Pandiramerino, preparazioni aromatiche, decisamente non soffici, destinate a durare a lungo e a poter venire trasportate o inviate senza problemi come regalo a nobili e potenti. Con una certa frequenza si trovano, inoltre, riferimenti a frutta come le pere, cotte in infusioni di rose e vino dolce. Frittelle, ravioli, cialde morbide o croccanti e crispelle fritte si riporta siano state guscio di frutta, formaggi freschi e miele, accompagnate da spezie nei giorni di festa e sulle mense dei ricchi. In particolare le frittelle si ritiene siano di derivazione araba: diversi documenti riportano come fossero in uso presso i crociati di Gerusalemme e come questi le resero comuni e famose, specie in Inghilterra, al loro ritorno in patria.
Si noti che, in questo periodo, il concetto di dolce soffice (come il Pan di Spagna), sembra essere stato del tutto assente. Compare soltanto in riferimento ai pani dolci: è probabilmente di quest'epoca l'antenato del famoso Panettone. Il gelato vede in questo periodo una rinascita in grande stile, grazie ai traffici commerciali con i paesi arabi. Il dolce, che loro addizionavano di spezie e di zucchero di canna, risalì l'Italia a partire dalla Sicilia. Questa era ricca di frutta, specie di agrumi, e il connubio delle due cose ebbe una enorme fortuna, diffondendosi in breve nelle corti. I crociati, all'incirca nello stesso periodo, portarono analoghe ricette scoperte a Gerusalemme nei paesi del nord Europa, primi fra tutti la Normandia e le contee inglesi. Marco Polo porterà a Venezia una variante nella preparazione per cui la refrigerazione veniva controllata mescolando acqua e salnitro, secondo l'uso orientale.

### Secoli XIII-XIV

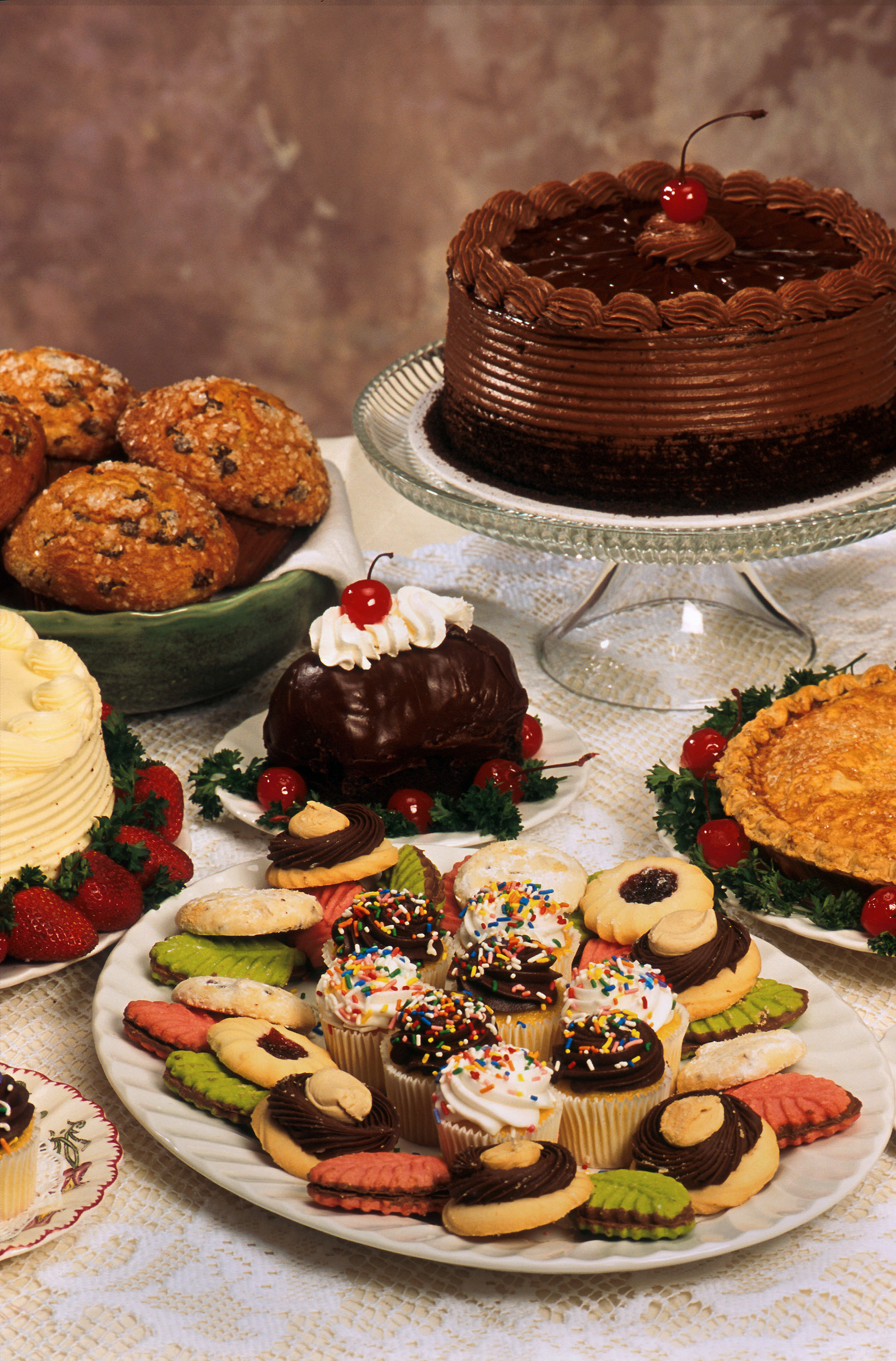
Vari tipi di dessert

Il Basso Medioevo rappresenta un passo fondamentale verso il concetto di pasticceria nel senso oggi comune, grazie ai fiorenti traffici che portavano alcuni ingredienti fondamentali alle corti dei nobili. Tra questi zucchero di canna, cannella, zenzero, riso, sesamo, noce moscata, chiodo di garofano.
In particolare il periodo che va dal 1300 al 1400 vede nascere le basi dell'arte culinaria che, evolvendosi, giungerà sino a noi. In questo periodo vengono scritti diversi ricettari che, sebbene non esaurienti e lacunosi su molti punti, evidenziano che mangiare cominciava a diventare un'arte codificata in tutta Europa e non un semplice "mettersi a tavola". Viene recuperata l'attenzione alla dietetica recuperando la teoria degli umori di Galeno, riportata in Europa dagli Arabi, attenzione che garantì una buona diffusione alle varie opere culinarie giunte sino a noi.
Il primo ricettario dell'epoca sembra essere stato il Libro della Cocina, di un anonimo fiorentino, che riporta una sessantina di ricette di uso comune, da cui si nota ancora una notevole commistione di dolce con salato. Le ricette dell'epoca cominciano ad essere per noi più decifrabili, grazie all'evoluzione della lingua volgare che accenna i caratteri che la porteranno a diventare lingua nazionale. I dolci assumono tipologie e caratteristiche che manterranno per i secoli a venire e che verranno non più sostituite, quanto integrate dalle novità che andranno via via a formarsi grazie anche all'apporto di nuovi ingredienti.
Una suddivisione semplificata ci porta a delineare alcune famiglie principali:
- Dolci fritti come frittelle, crispelle, ravioli dolci ripieni di spezie, noci o mandorle, miele, frutta secca. Da essi derivano le attuali frittelle, i krapfen, i bignè e le bugie o chiacchiere di carnevale, i doughnuts americani, gli struffoli napoletani e altri simili.
- Biscotti e cialde come le gauffres, francesi e belghe, i pancakes americani, le crepes francesi, i pfannkuchen tedeschi, canestrelli italiani, le Offelle.
- Pandolci lievitati di frutta o spezie, conosciuto dalla cucina austriaca e tedesca, in Italia come il panpepato, il buccellato, il pandiramerino. Da essi derivano dolci come il panettone, il pandolce genovese.
- Dolci non lievitati a base di frutta secca. Molti dolci sono in uso ancora oggi e hanno mantenuto quasi invariati gli antichi nomi: lo Zelten sudtirolese, la stiaccia briaca elbana, la Rocciata di Assisi.
- Dolci di frutta oleaginosa. Spesso legati con miele, caramellato o meno, comprendono tutti i dolcetti di mandorle, antenati degli attuali amaretti, i croccanti di semi dolci, come il Nucato di noci, il torrone (di origine araba), la pignoccata umbra, il panforte di Siena ed il Früchtebrot dal Tirolo.
- Canditi. Diffusissimi e preparati con frutta di ogni genere: datteri, pesche, agrumi (particolarmente apprezzati), meloni, fichi, mandorle, da cui derivano i nostri canditi nuziali.
- Sciroppi, vini aromatizzati e liquori. È una famiglia molto diffusa e variegata, allora più di oggi. Comprende preparazioni come il Sidro, il Rosolio, distillati di frutta varia, vini speziati come l'Ippocrasso, o l'Alchermes, liquori di bacche come il Biancospino o il Ginepro.
- Dolci al cucchiaio, alcuni già diffusi in epoca romana: creme, budini, flan, polente dolci, sformati di farine varie, come il castagnaccio.
- Crostate, più diffuse nel salato, che man mano vedranno moltiplicarsi le versioni dolci. Diffuse all'epoca con ripieni di formaggio fresco e miele, talvolta addizionati di spezie e canditi. Da esse derivano dolci come la cassata siciliana e tutta la famiglia del Käsekuchen (torta di "topfen o quark" (formaggio fresco)).

Si noti che non si presentano ancora preparazioni deperibili e molto raramente soffici: i dolci restano beni di lusso fatti per durare e venire trasportati senza problemi dalle carovane o inviati come doni tra i potenti. Gli unici dolci soffici sono, come nei secoli precedenti, i pani lievitati.

### Rinascimento
Successivo al Libro della Cocina è il De Arte Coquinaria di un tale Mastro Martino, che testimonia il passaggio della gastronomia dell'alto Medioevo a quella Rinascimentale. Si ritiene che Martino si sia formato a Napoli, ma abbia operato a Roma presso diversi nobili. Qui il libro avrebbe visto la luce attorno al 1465. Martino fu citato da numerosi intellettuali e il suo ricettario ebbe immensa fortuna: l'autore era, cosa rara, un cuoco raffinato ed istruito. Il libro, scritto in lingua volgare, è diviso in capitoli e tra essi si comincia a delineare una maggior identità delle pietanze dolci rispetto a quelle salate.
Tra le ricette troviamo numerosi dolcetti fritti: il famoso krapfen, le frittelle dolci, simili ai moderni doughnuts americani, i bignè di carnevale fritti in uso in Italia e Francia, le Offelle de lo Palio, ravioli dolci ripieni di noci, nocciole e mandorle tritate legate con miele e spezie, che si friggevano in abbondante grasso. Fiori, frutta, spezie e bacche, infine, erano ingrediente privilegiato per numerosi sciroppi, come quello di biancospino o per liquori variamente fermentati, come il Rosolio.

#### L'arte di candire

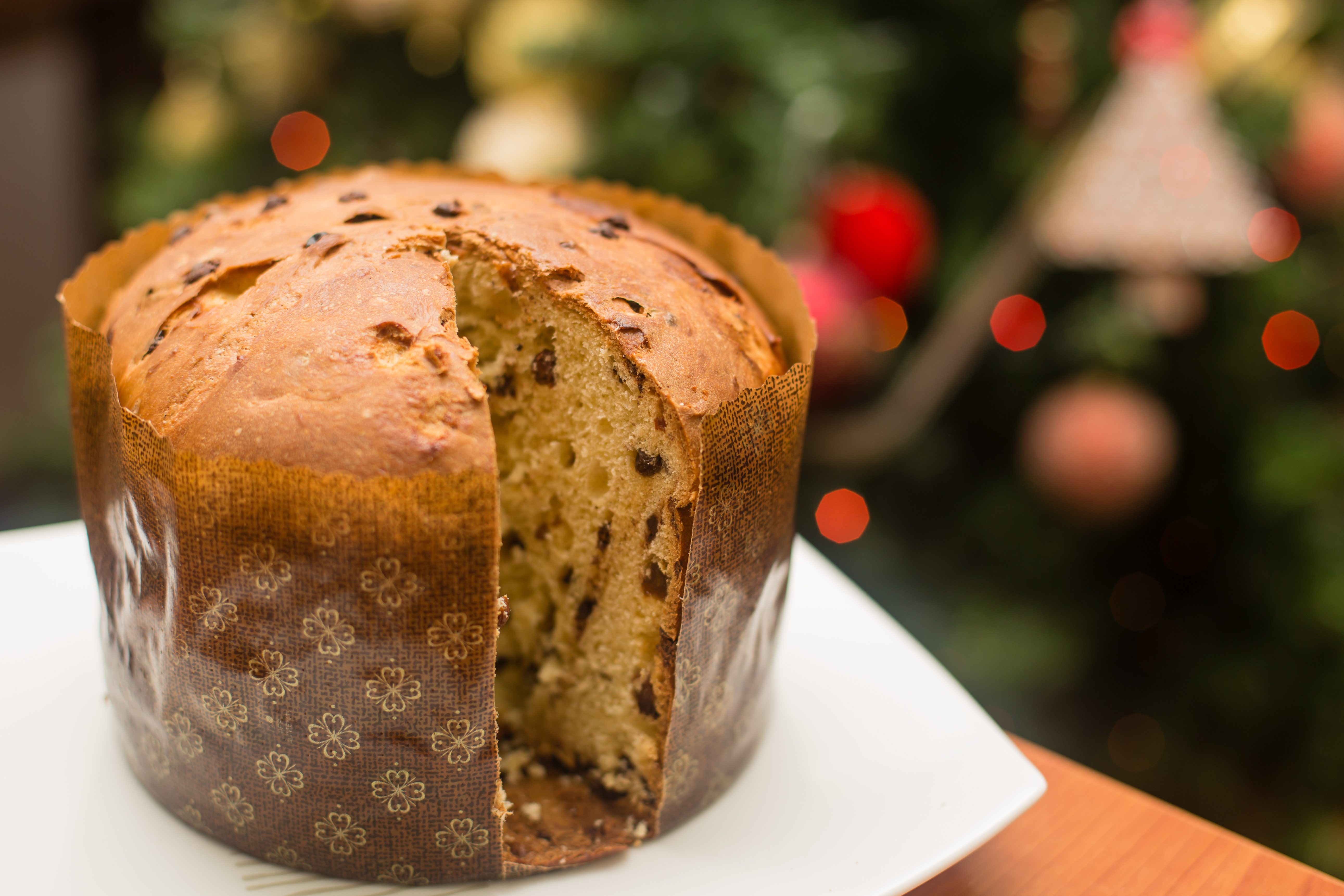
Panettone milanese

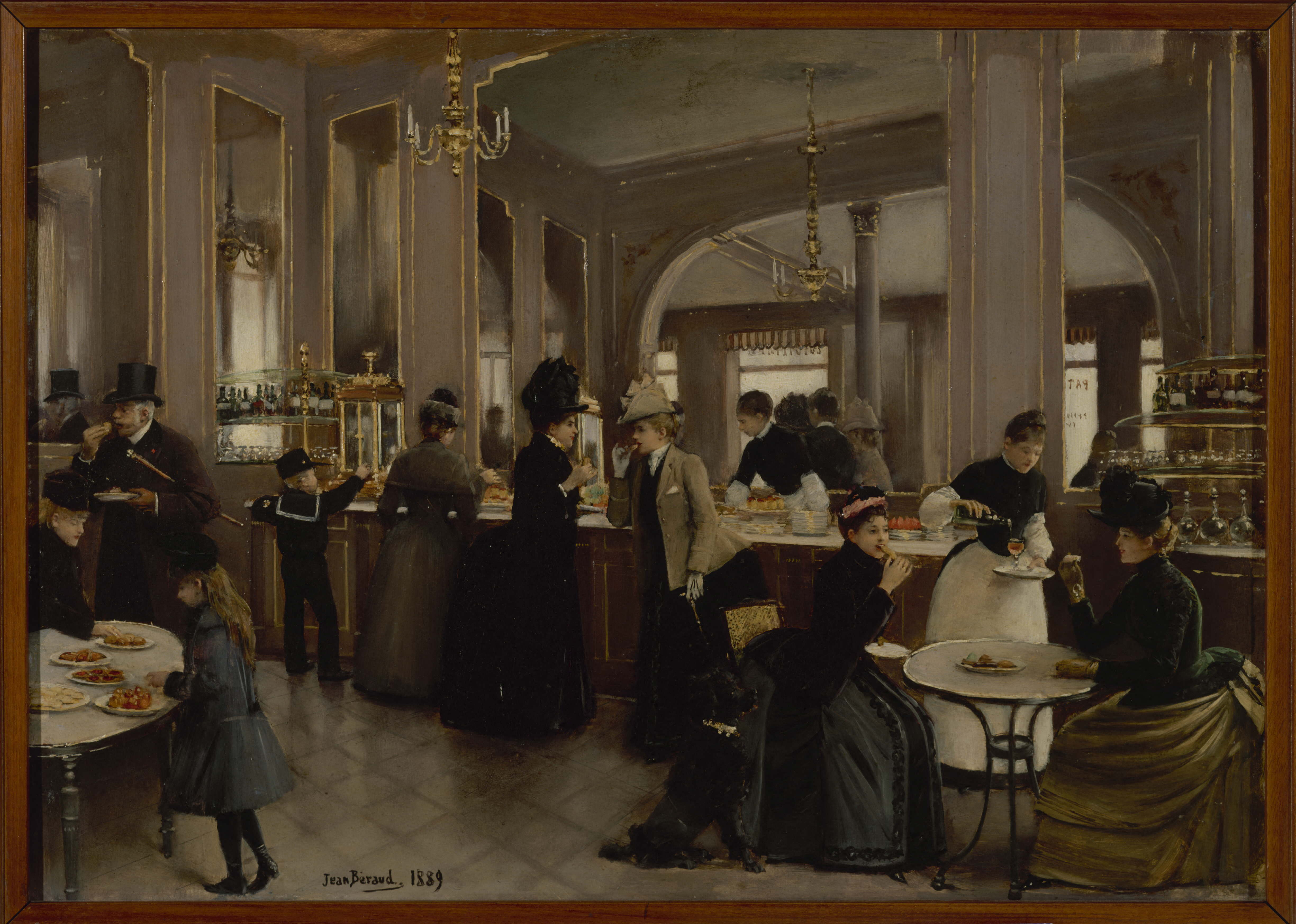
La Pasticceria Gloppe allo Champs-Élysées, dipinto di Jean Béraud, 1889, Museo Carnavalet

Un posto di rilievo occupano i canditi. La pasticceria, in questo periodo, veniva spesso chiamata confetteria dall'azione di conficere, candire di zucchero fiori, frutti, semi o frutta passa. I canditi di fiori rimasero in largo uso fino a tutto l'Ottocento. Quelli di frutta, come meloni, agrumi, albicocche, pesche, sono in uso ancora oggi nelle zone del Mar Mediterraneo. Trovano un posto fondamentale in dolci come la cassata alla siciliana, il panforte di Siena o il panettone. I canditi di semi quali noci e mandorle erano diffusissimi in dolci come e il nucato, croccante di noci.
Queste preparazioni hanno sfidato i secoli e sono diffusissime ancora oggi nelle forme più varie: confetti di mandorle, croccante di noci, nocciole, sesamo, torroni e praline. In particolare la mandorla occupa un posto di assoluto rilievo nella pasticceria medioevale con il marzapane, che veniva preparato in dolcetti di varie fogge quali bocconotti, morselletti, calicioni. La pasta di mandorla veniva modellata in forme varie, come oggi è ancora usanza nel periodo pasquale dove si modella l'agnellino. Tuttavia nei secoli passati le forme potevano essere monumentali e rappresentare persino edifici, come il castello del signore che ospitava il banchetto. Le mandorle entrano in numerosissime paste, talvolta giunte sino a noi. Tra queste i mostaccioli, ovali o a forma di dito con miele e mandorle.
Ai pinoli veniva riservato un ruolo importante in dolci come la pignoccata o pinoccata che si può gustare tuttora in Umbria. La frutta secca, inoltre, entrava in molte ricette di crostate dolci, come la Rocciata di Assisi, dolce a ciambella formato da un guscio di pasta ripieno di uvetta, uva, canditi e spezie varie. Una curiosità: il termine Rocciata non indica la consistenza, ma la forma roccia, cioè tonda, secondo il dialetto locale.

#### La rivoluzione dalle Americhe: cacao, caffè, zucchero, vaniglia

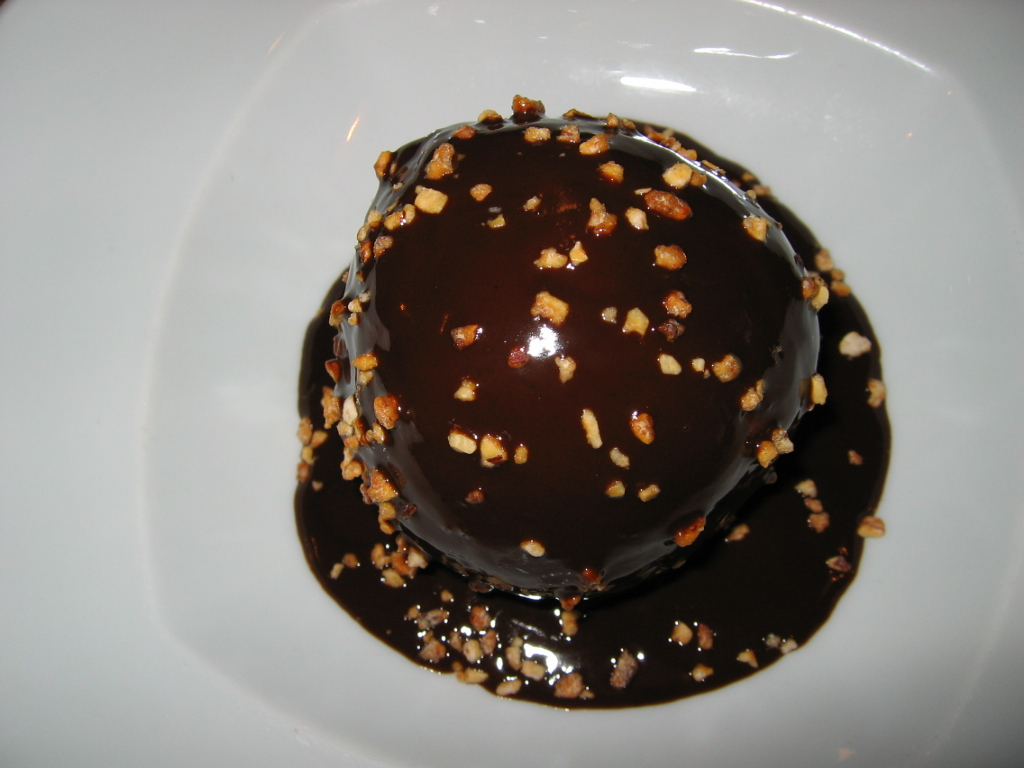
Profiterole al cioccolato

A partire dalla metà del Cinquecento inizia quella che si configurerà come una rivoluzione del gusto. Paesi come la Spagna, la Francia, l'Inghilterra iniziano l'esplorazione e lo sfruttamento di territori noti inizialmente come Indie, che solo dopo qualche anno si compresero essere, invece, le Americhe.
Di qui gli Europei portano molti ingredienti del tutto nuovi, tra cui il cacao destinato a trovare un posto di assoluto rilievo nella pasticceria moderna.
La produzione del Gelato divenne più facile da fare con la scoperta della miscela frigorifera, una miscela di un sale (generalmente cloruro di sodio) e ghiaccio capace di raggiungere temperature anche  inferiori ai -20 °C.
Questo permise di usare per la preparazione alimenti come uova crude, panna o mascarpone, che senza un'adeguata conservazione nel freddo avrebbero sviluppato batteri letali come la salmonella o il botulino.
Grazie a questa scoperta il gelato si modifica, diventando molto simile a quello attuale. Passa infatti da neve o ghiaccio addizionato di ingredienti dolci a diversi ingredienti dolci in forma liquida che vengono congelati per contatto del contenitore con ghiaccio. Gelando vengono girati continuativamente per incamerare aria e divenire soffici, esattamente come avviene oggi.
Questa epoca, ricchissima di scambi commerciali e diplomatici, vede inoltre la nascita di una preparazione nuova, destinata ad avere immensa fortuna: la Pâte Génoise. Con essa si diffonde il dolce soffice, che vedrà un connubio molto fortunato con ingredienti come il gelato, le creme, il cacao, le vaniglia. I dolci che derivano da questo incontro vengono spesso sviluppate in forme elaborate o addirittura monumentali nei banchetti di gala, ma sono, sostanzialmente, in tutto simili a quelle attuali.

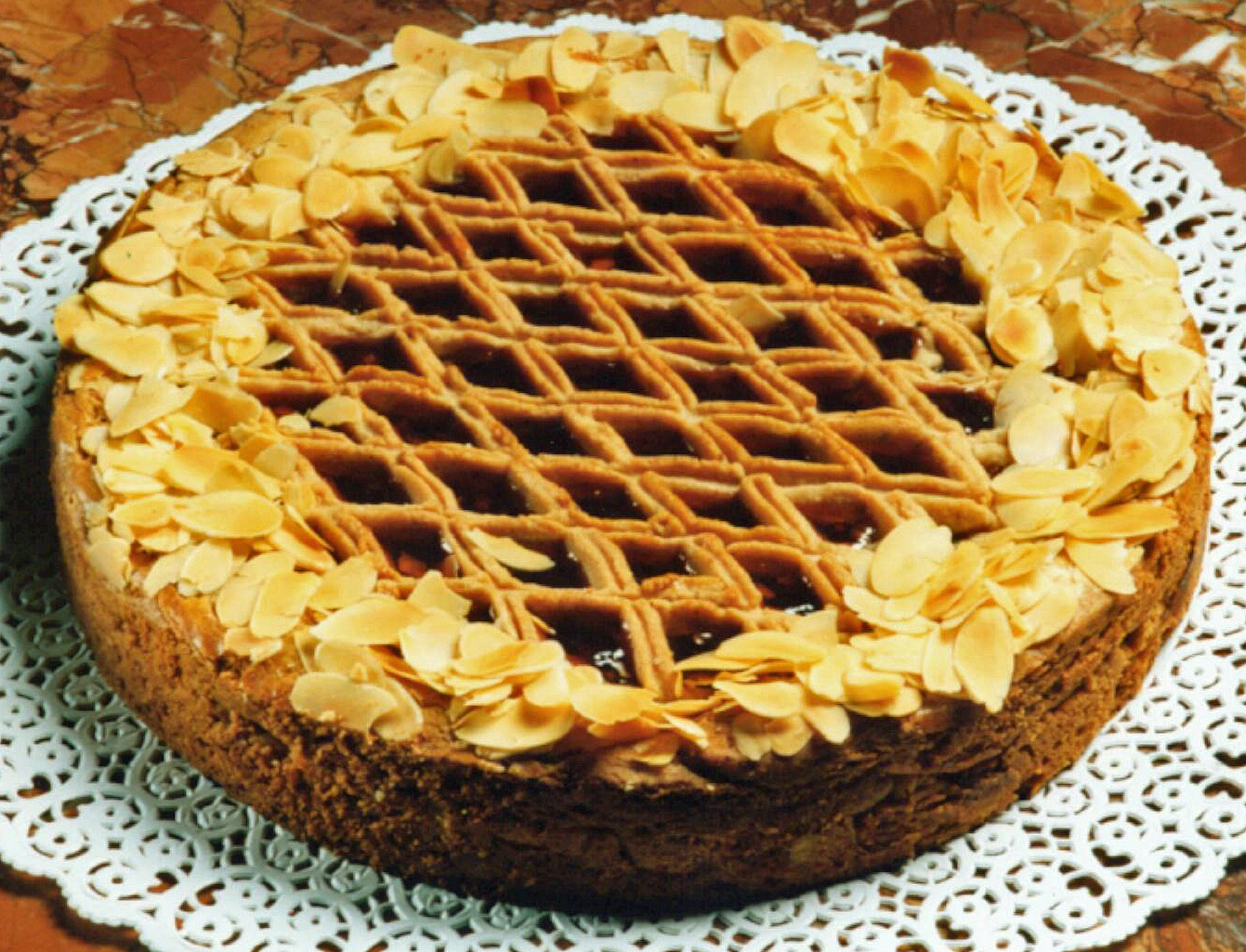
Torta Linzer
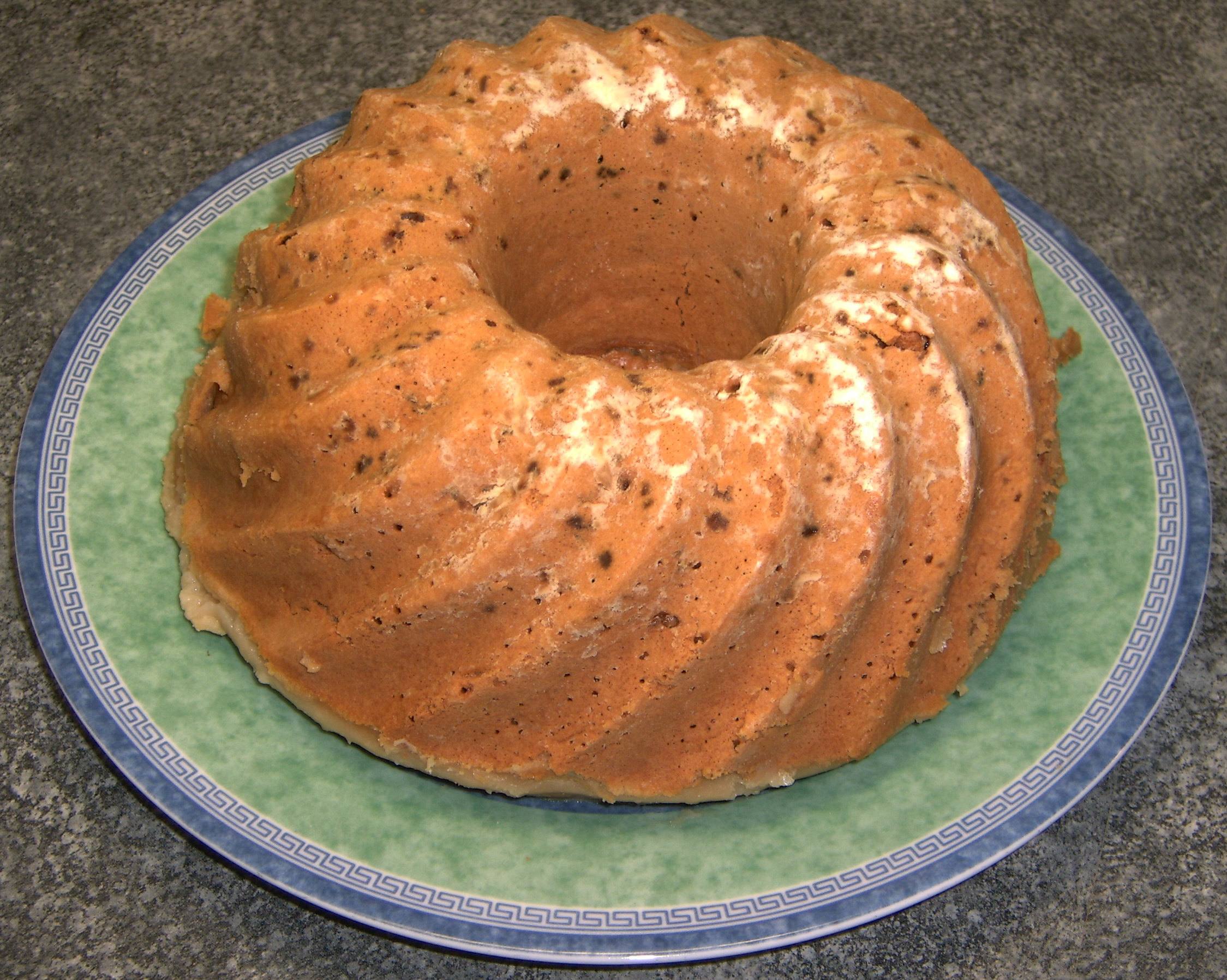
Poffert danese
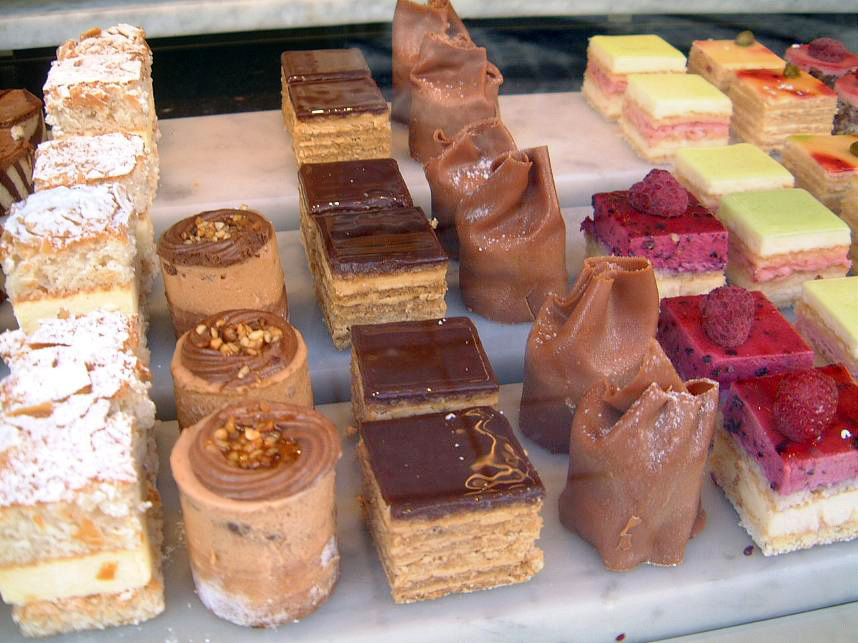
Assortimento di Petit four
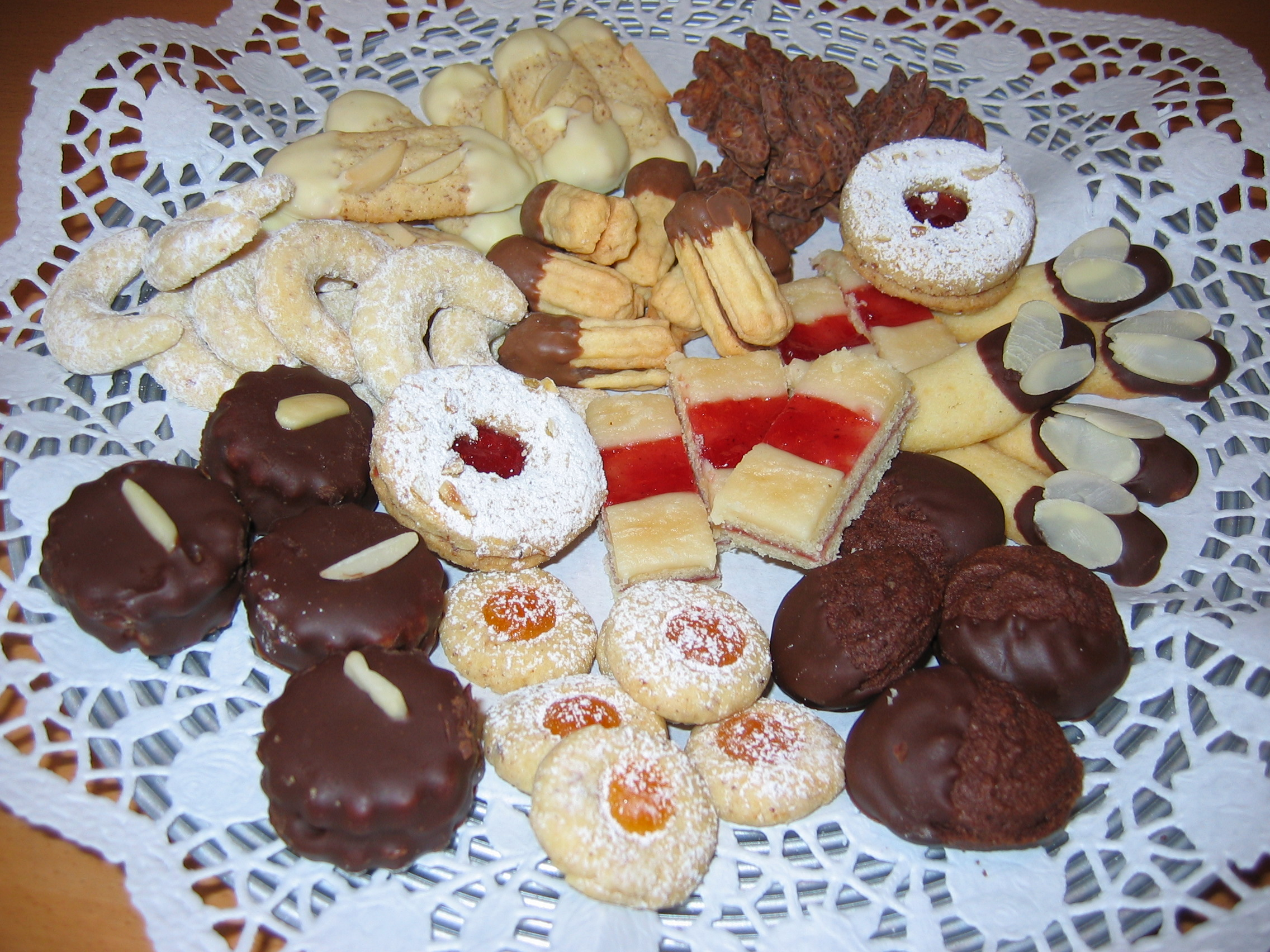
biscotti
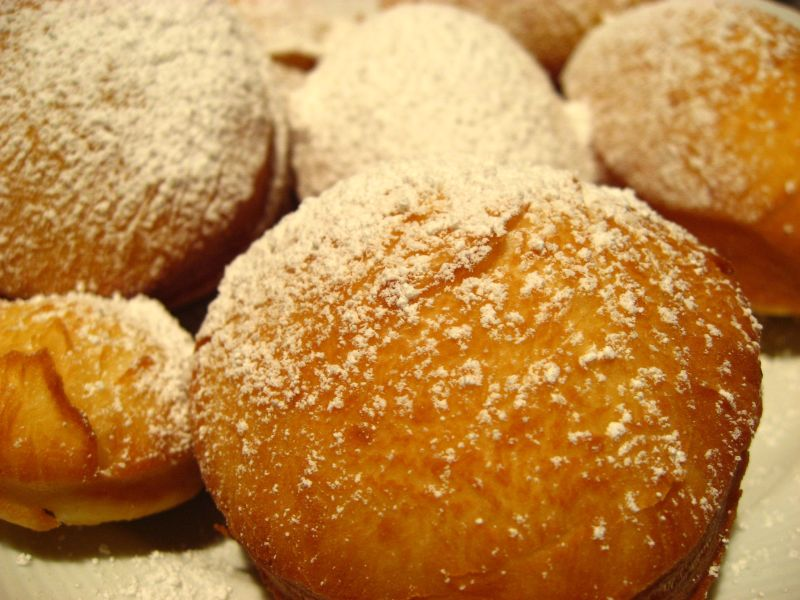
Bignè
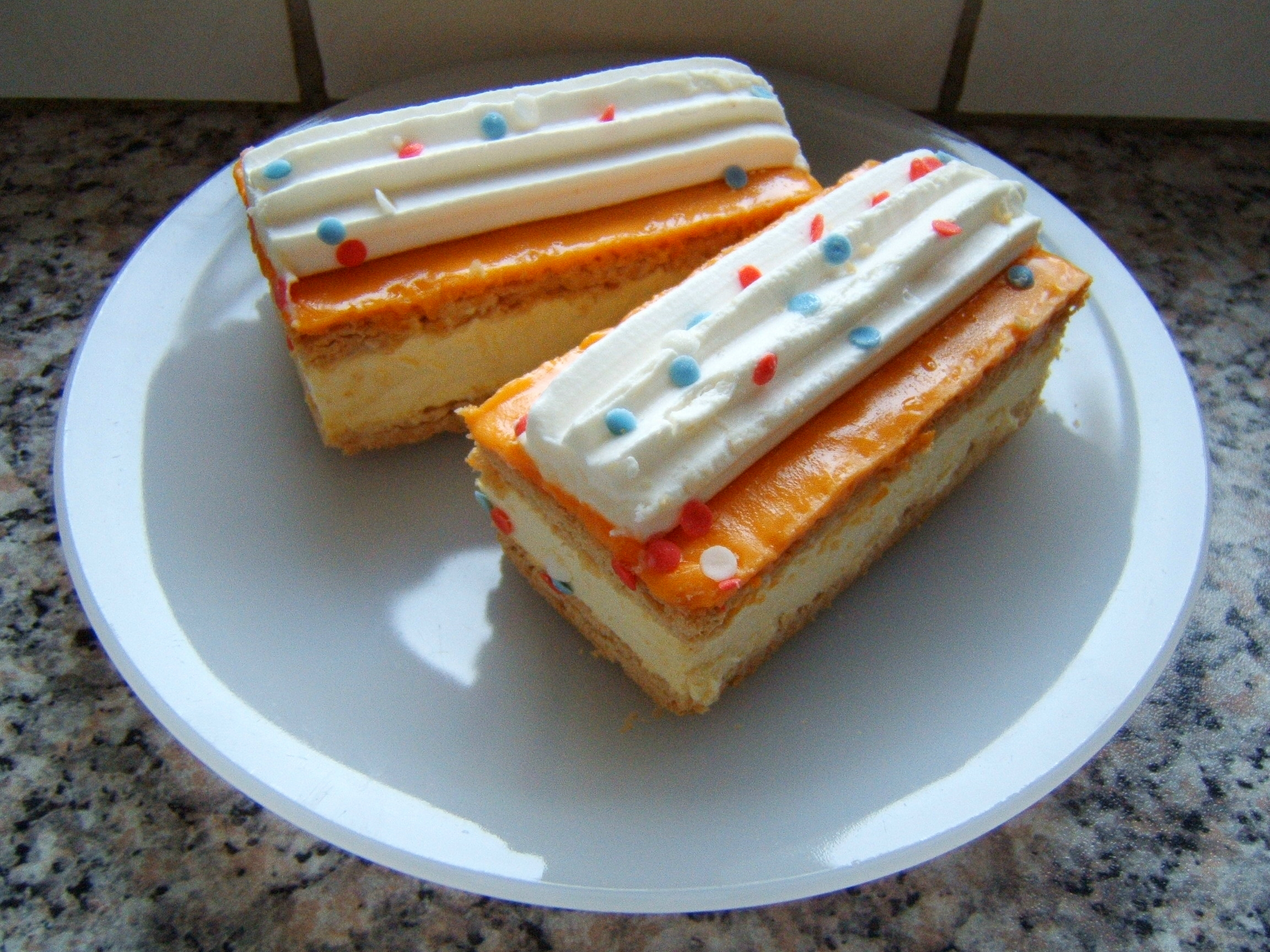
Tompouce
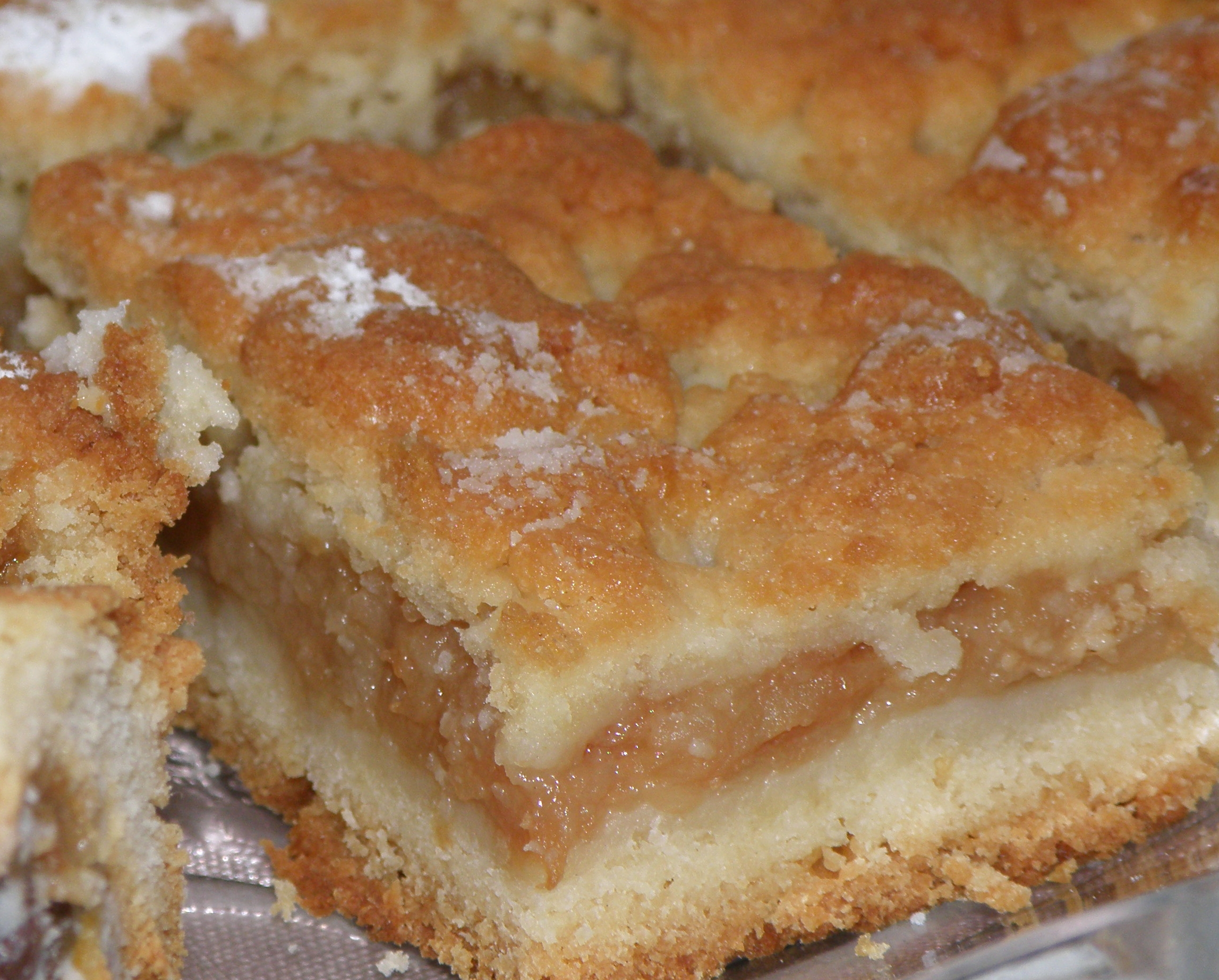
Szarlotka polacca
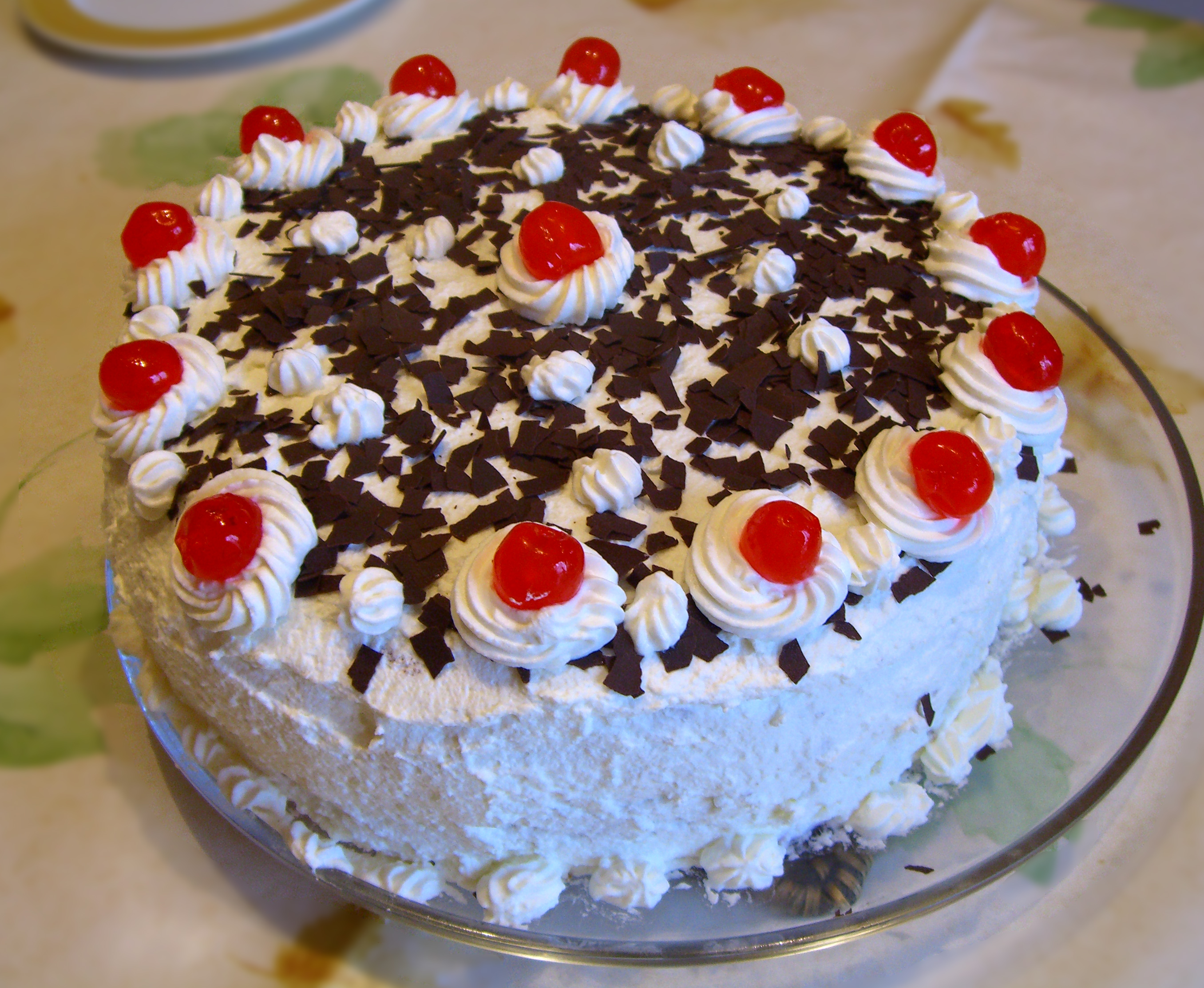
Torta Foresta Nera tedesca